# Chazot
Chazot ist eine französische Gemeinde mit 117 Einwohnern (Stand: 1. Januar 2022) im Département Doubs in der Region Bourgogne-Franche-Comté.

## Geographie
Chazot liegt auf 460 m, fünf Kilometer nordwestlich von Sancey-le-Grand und etwa 28 Kilometer südwestlich der Stadt Montbéliard (Luftlinie). Das Dorf erstreckt sich im Jura, in einer breiten Mulde südlich der Lomontkette.
Die Fläche des 5,35 km² großen Gemeindegebiets umfasst einen Abschnitt des französischen Juras. Der zentrale Teil des Gebietes wird von der Mulde von Chazot eingenommen, die durchschnittlich auf 450 m liegt und eine Breite von einem Kilometer sowie eine Länge von ungefähr 2 km aufweist. Sie ist überwiegend von Acker- und Wiesland bestanden. Topographisch gehört Chazot zum Einzugsgebiet des Cusancin. Nach Südwesten reicht der Gemeindeboden in ein Trockental, das als enge Talfurche die Verbindung zwischen dem Becken von Sancey und dem Cusancin herstellt. Es wird auf der Nordseite von der Höhe Montmiale (530 m), auf der Südseite vom Plateau von Randevillers begleitet. Mit 641 m wird auf einem Höhenrücken südöstlich des Dorfes die höchste Erhebung von Chazot erreicht. Mit einem schmalen Zipfel erstreckt sich das Gemeindeareal nach Norden über das allmählich ansteigende Plateau von Crosey (540 m) bis an den Fuß der Lomontkette.
Nachbargemeinden von Chazot sind Crosey-le-Grand im Norden, Orve im Osten, Sancey mit der Commune déléguée Sancey-le-Grand und Randevillers im Süden sowie Vellevans im Westen.

## Geschichte
Im Mittelalter gehörte Chazot zur Herrschaft Belvoir. Zusammen mit der Franche-Comté gelangte das Dorf mit dem Frieden von Nimwegen 1678 an Frankreich.

## Sehenswürdigkeiten
Die Kirche Notre-Dame de la Nativité wurde von 1703 bis 1716 erbaut. Sie besitzt eine bemerkenswerte Ausstattung, darunter eine reich skulptierte Kanzel und einen Hauptaltar aus der Barockzeit (18. Jahrhundert). Die aus dem 16. Jahrhundert stammende Chapelle des Etaings wurde 1958 restauriert.

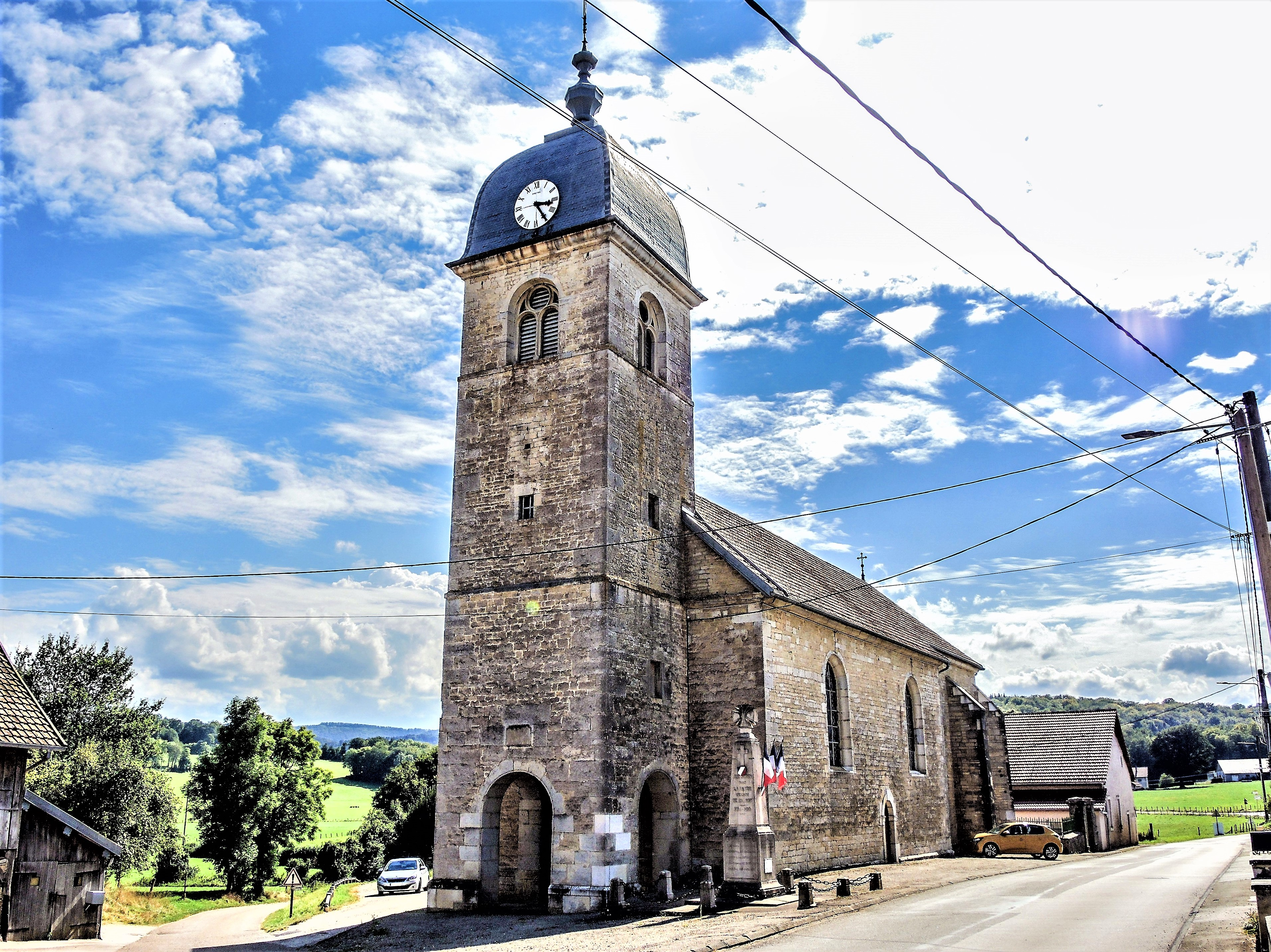
Kirche Notre-Dame-de-la-Nativité
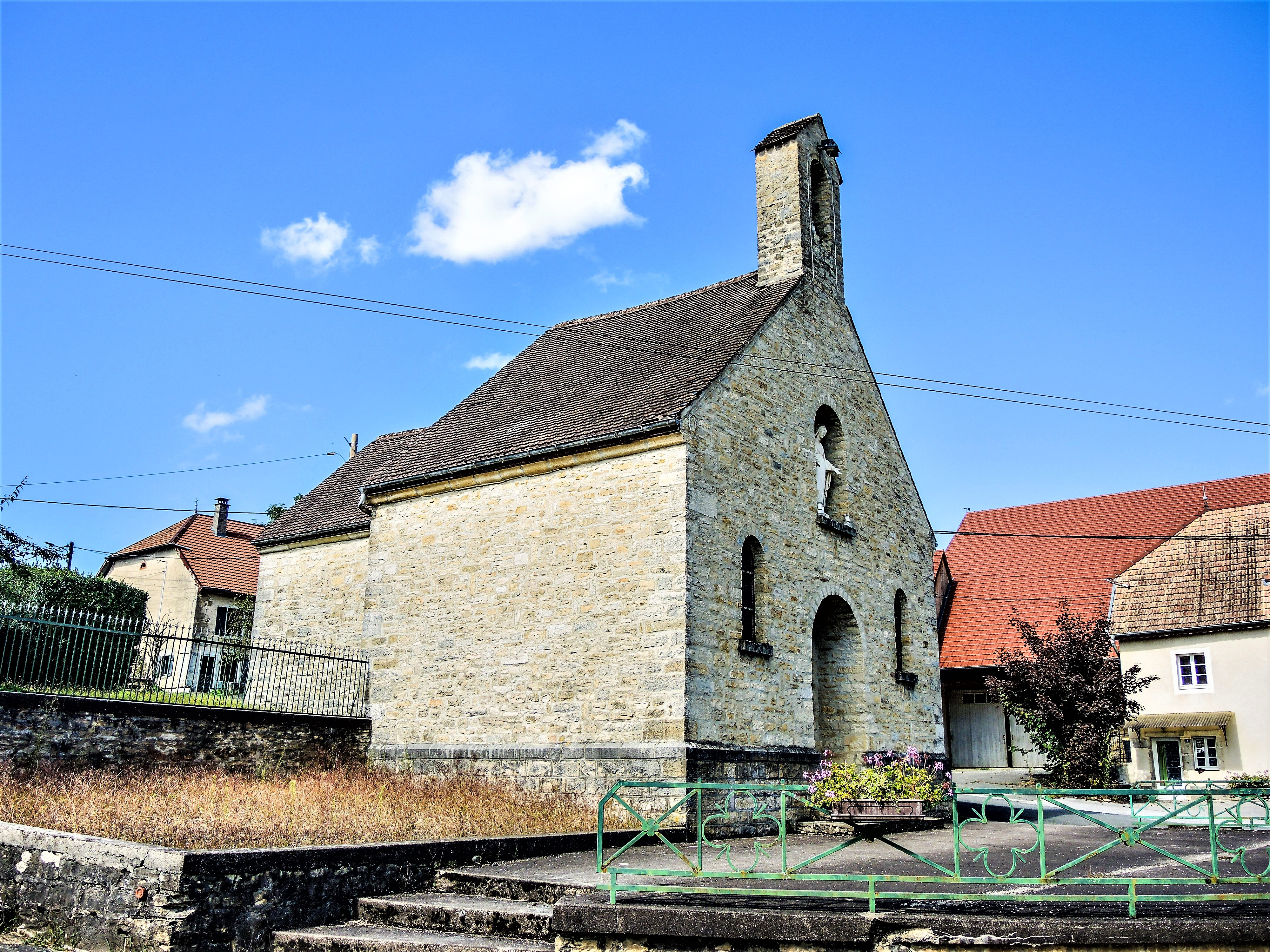
Kapelle Notre-Dame
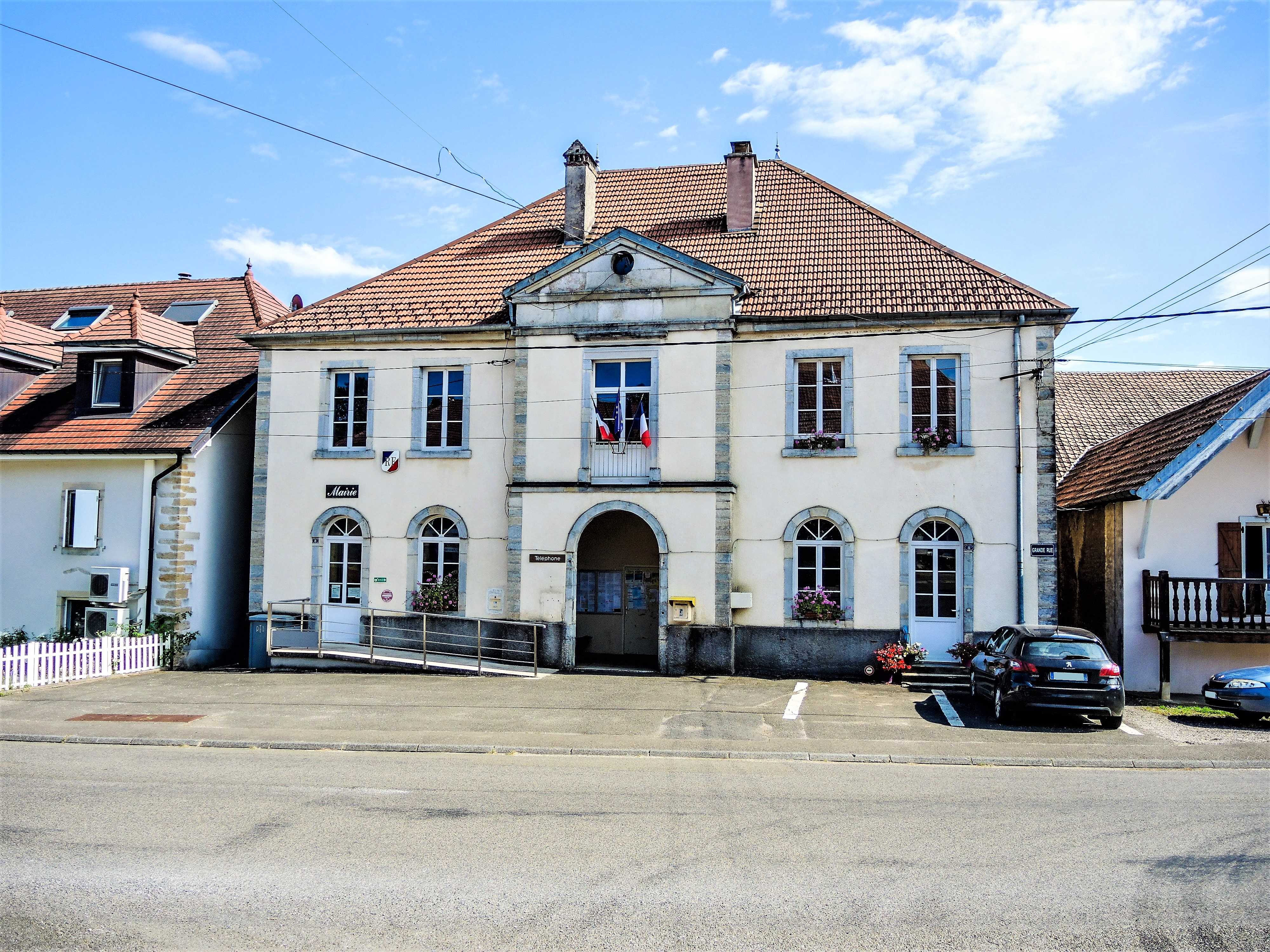
Mairie Chazot

## Bevölkerung
| Jahr                       | 1962 | 1968 | 1975 | 1982 | 1990 | 1999 | 2006 | 2016 |
| Einwohner                  | 186  | 160  | 135  | 146  | 141  | 124  | 129  | 118  |
| Quellen: Cassini und INSEE |      |      |      |      |      |      |      |      |

Mit 117 Einwohnern (1. Januar 2022) gehört Chazot zu den kleinsten Gemeinden des Départements Doubs. Nachdem die Einwohnerzahl in der ersten Hälfte des 20. Jahrhunderts markant abgenommen hatte (1881 wurden noch 289 Personen gezählt), wurden seit Mitte der 1970er Jahre nur noch geringe Schwankungen verzeichnet.

## Wirtschaft und Infrastruktur
Chazot war bis weit ins 20. Jahrhundert hinein ein vorwiegend durch die Landwirtschaft (Ackerbau, Obstbau und Viehzucht) und Forstwirtschaft geprägtes Dorf. Außerhalb des primären Sektors gibt es nur wenige Arbeitsplätze im Dorf. Einige Erwerbstätige sind auch Wegpendler, die in den umliegenden größeren Ortschaften ihrer Arbeit nachgehen.
Die Ortschaft liegt abseits der größeren Durchgangsstraßen an einer Departementsstraße, die von L’Isle-sur-le-Doubs nach Vellevans führt. Weitere Straßenverbindungen bestehen mit Sancey-le-Grand und Crosey-le-Grand.

## Persönlichkeiten
- Francis Mourey (* 1980), Radrennfahrer